# Pagoda Zhenfeng

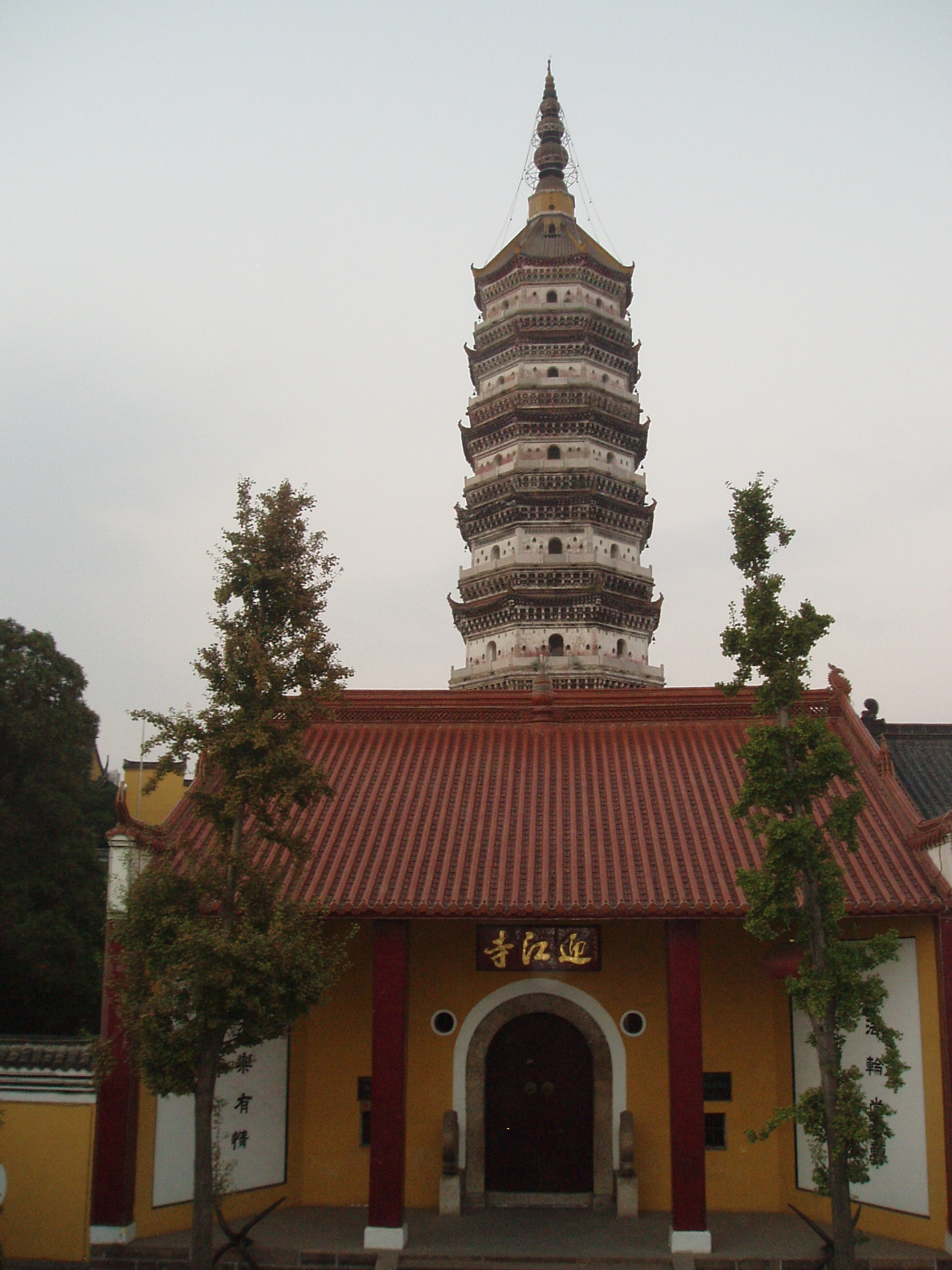
Pagoda Zhenfeng

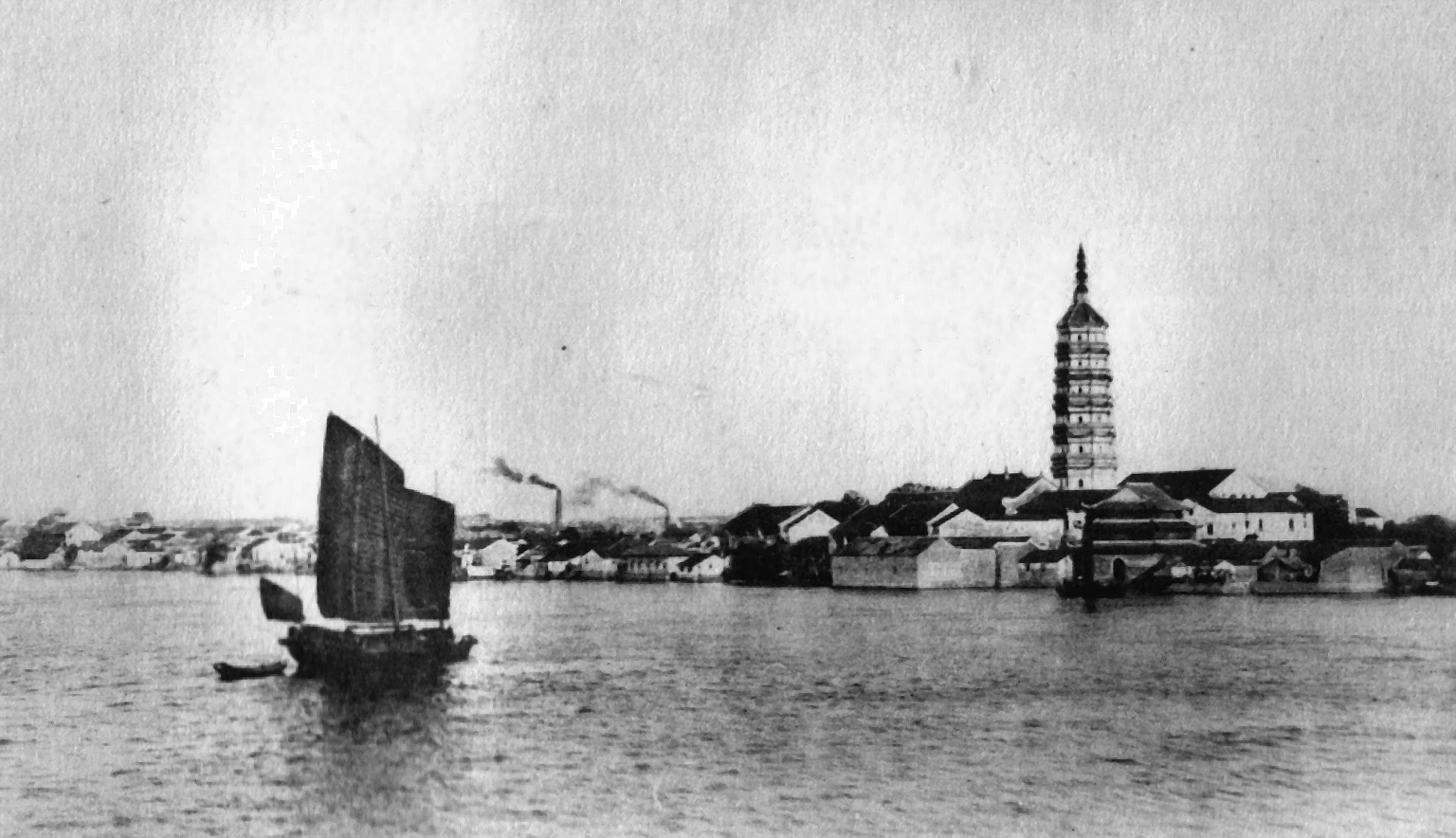
Widok na pagodę Zhenfeng z rzeki Jangcy (1929)

Pagoda Zhenfeng (chiń. upr. 振风塔; chiń. trad. 振風塔; pinyin Zhènfēng Tǎ) – zabytkowa pagoda, znajdująca się nad rzeką Jangcy w mieście Anqing w prowincji Anhui w Chinach, na terenie pochodzącej z czasów dynastii Song świątyni Yingjiang. Cieszy się sławą najpiękniejszej pagody nad Jangcy.
Zbudowana została w 1570 roku, za panowania dynastii Ming. Ośmiokątna, siedmiopiętrowa budowla ma wysokość 60,86 m. Na każdym poziomie znajduje się ogrodzony balustradą taras, w związku z czym pagoda jest obecnie popularną wieżą widokową. W rogach każdego z pięter zawieszono miedziane dzwonki, poruszane przez wiatr. Na szczyt pagody wiedzie 168 schodów. Wewnątrz umieszczono ponad 600 posągów Buddy i 51 pokrytych inskrypcjami steli.
Ze względu na swoje położenie, w przeszłości pagoda pełniła rolę stawy/latarni morskiej dla statków płynących po Jangcy.